# Lista de representantes da Espanha ao Oscar de melhor filme internacional
A Espanha tem enviado filmes ao Oscar de melhor filme internacional desde a concepção do prêmio. A premiação é entregue anualmente pela Academia de Artes e Ciências Cinematográficas dos Estados Unidos a um longa-metragem produzido fora dos Estados Unidos que contenha diálogo majoritariamente em qualquer idioma, menos em inglês. O Oscar de Melhor Filme Internacional foi criado em 1956; porém, entre 1947 e 1955, a Academia entregou Óscares Honorários aos melhores filmes de língua estrangeira lançados nos Estados Unidos.
Até 2023, vinte filmes espanhóis foram indicados ao Oscar de Melhor Filme Internacional, tendo quatro vencido o prêmio: Volver a empezar em 1982, Belle Époque em 1993, Todo sobre mi madre em 1999 e Mar adentro em 2004. Dentre todos os países que enviaram filmes para o Oscar, a Espanha fica em terceiro lugar no quesito filmes que venceram o prêmio, atrás de Itália (dez Óscares) e França (nove Óscares) e empatada com o Japão (quatro Óscares), e terceiro lugar também em indicações, atrás de França (34 indicações) e Itália (27 indicações).
Desde os anos 1980, a inscrição espanhola é decidida anualmente pela Academia de las Artes y las Ciencias Cinematográficas de España. Desde 2001, a Academia anuncia uma pré-lista de três filmes antes de anunciar o filme espanhol a ser inscrito.
O diretor José Luis Garci representou a Espanha sete vezes, conseguindo quatro indicações e uma vitória. Pedro Almodóvar representou o país sete vezes também e conseguiu três indicações com uma vitória. Carlos Saura representou o cinema espanhol cinco vezes.
Todas as inscrições são principalmente em língua espanhola, com as notáveis exceções de Ese oscuro objeto del deseo (francês e espanhol), Pa negre (catalão), Loreak (basco), Estiu 1993 (catalão) e Alcarràs (catalão).

## Filmes
A Academia de Artes e Ciências Cinematográficas convida as indústrias cinematográficas de vários países a enviar seus melhores filmes para o Oscar de Melhor Filme Internacional desde 1956. O Comitê de Filmes Internacionais dirige o processo e revê todos os filmes enviados. Depois disso, eles votam via voto secreto para determinar os cinco indicados para o prêmio. Antes da premiação ser criada, o Conselho de Governadores da Academia votava em um filme todo ano que era considerado o melhor filme de língua estrangeira lançado nos Estados Unidos e não havia enviados. A lista abaixo contém os filmes enviados pela Espanha para análise da Academia.
| Ano (Cerimônia) | Título original                                                                  | Título em português                     | Diretor(a)                                  | Resultado    |
| --------------- | -------------------------------------------------------------------------------- | --------------------------------------- | ------------------------------------------- | ------------ |
| 1956 (29ª)      | Tarde de toros                                                                   | Tarde de Touros                         | Ladislao Vajda                              | Não indicado |
| 1957 (30ª)      | Calle Mayor                                                                      |                                         | Juan Antonio Bardem                         | Não indicado |
| 1958 (31ª)      | La Venganza                                                                      | A Vingança                              | Juan Antonio Bardem                         | Indicado     |
| 1960 (33ª)      | A las cinco de la tarde                                                          |                                         | Juan Antonio Bardem                         | Não indicado |
| 1961 (34ª)      | Plácido                                                                          | Plácido                                 | Luis García Berlanga                        | Indicado     |
| 1962 (35ª)      | Dulcinea                                                                         |                                         | Vicente Escrivá                             | Não indicado |
| 1963 (36ª)      | Los Tarantos                                                                     | Paixão Proibida                         | Francisco Rovira Beleta                     | Indicado     |
| 1964 (37ª)      | La niña de luto                                                                  |                                         | Manuel Summers                              | Não indicado |
| 1965 (38ª)      | La tía Tula                                                                      |                                         | Miguel Picazo                               | Não indicado |
| 1967 (40ª)      | El amor brujo                                                                    |                                         | Francisco Rovira Beleta                     | Indicado     |
| 1968 (41ª)      | España otra vez                                                                  |                                         | Jaime Camino                                | Não indicado |
| 1969 (42ª)      | La Celestina                                                                     |                                         | César Fernández Ardavín                     | Não indicado |
| 1970 (43ª)      | Tristana                                                                         | Tristana, uma Paixão Mórbida            | Luis Buñuel                                 | Indicado     |
| 1971 (44ª)      | Marta                                                                            | Marta, a Mulher Insaciável              | José Antonio Nieves Conde                   | Não indicado |
| 1972 (45ª)      | Mi querida señorita                                                              | Minha Querida Senhorita                 | Jaime de Armiñán                            | Indicado     |
| 1973 (46ª)      | Habla, mudita                                                                    |                                         | Manuel Gutiérrez Aragón                     | Não indicado |
| 1974 (47ª)      | La prima Angélica                                                                | A Prima Angélica                        | Carlos Saura                                | Não indicado |
| 1975 (48ª)      | Furtivos                                                                         |                                         | José Luis Borau                             | Não indicado |
| 1976 (49ª)      | Cría cuervos                                                                     | Cria Corvos                             | Carlos Saura                                | Não indicado |
| 1977 (50ª)      | Ese oscuro objeto del deseo (em espanhol) Cet obscur objet du désir (em francês) | Esse Obscuro Objeto do Desejo           | Luis Buñuel                                 | Indicado     |
| 1978 (51ª)      | Sonámbulos                                                                       |                                         | Manuel Gutiérrez Aragón                     | Não indicado |
| 1979 (52ª)      | Mamá cumple cien años                                                            | Mamãe Faz 100 Anos                      | Carlos Saura                                | Indicado     |
| 1980 (53ª)      | El nido                                                                          |                                         | Jaime de Armiñán                            | Indicado     |
| 1981 (54ª)      | Patrimonio nacional                                                              |                                         | Luis García Berlanga                        | Não indicado |
| 1982 (55ª)      | Volver a empezar                                                                 | Começar de Novo                         | José Luis Garci                             | Oscar        |
| 1983 (56ª)      | Carmen                                                                           | Carmen                                  | Carlos Saura                                | Indicado     |
| 1984 (57ª)      | Sesión continua                                                                  |                                         | José Luis Garci                             | Indicado     |
| 1985 (58ª)      | La hora bruja                                                                    |                                         | Jaime de Armiñán                            | Não indicado |
| 1986 (59ª)      | La mitad del cielo                                                               |                                         | Manuel Gutiérrez Aragón                     | Não indicado |
| 1987 (60ª)      | Asignatura aprobada                                                              |                                         | José Luis Garci                             | Indicado     |
| 1988 (61ª)      | Mujeres al borde de un ataque de nervios                                         | Mulheres à Beira de um Ataque de Nervos | Pedro Almodóvar                             | Indicado     |
| 1989 (62ª)      | Montoyas y tarantos                                                              |                                         | Vicente Escrivá                             | Não indicado |
| 1990 (63ª)      | ¡Ay, Carmela!                                                                    | Ay, Carmela!                            | Carlos Saura                                | Não indicado |
| 1991 (64ª)      | Tacones lejanos                                                                  | De Salto Alto                           | Pedro Almodóvar                             | Não indicado |
| 1992 (65ª)      | El maestro de esgrima                                                            |                                         | Pedro Olea                                  | Não indicado |
| 1993 (66ª)      | Belle Époque                                                                     | Sedução                                 | Fernando Trueba                             | Oscar        |
| 1994 (67ª)      | Canción de cuna                                                                  |                                         | José Luis Garci                             | Não indicado |
| 1995 (68ª)      | La flor de mi secreto                                                            | A Flor do Meu Segredo                   | Pedro Almodóvar                             | Não indicado |
| 1996 (69ª)      | Bwana                                                                            |                                         | Imanol Uribe                                | Não indicado |
| 1997 (70)       | Secretos del corazón                                                             | Segredos do Coração                     | Montxo Armendáriz                           | Indicado     |
| 1998 (71ª)      | El abuelo                                                                        | O Avô                                   | José Luis Garci                             | Indicado     |
| 1999 (72ª)      | Todo sobre mi madre                                                              | Tudo Sobre Minha Mãe                    | Pedro Almodóvar                             | Oscar        |
| 2000 (73ª)      | You're the One (una historia de entonces)                                        |                                         | José Luis Garci                             | Não indicado |
| 2001 (74ª)      | Juana la Loca [9]                                                                | Joana, a Louca                          | Vicente Aranda                              | Não indicado |
| 2002 (75ª)      | Los lunes al sol [8]                                                             | Segunda-Feira ao Sol                    | Fernando León de Aranoa                     | Não indicado |
| 2003 (76ª)      | Soldados de Salamina [7]                                                         | Soldados de Salamina [7]                | David Trueba                                | Não indicado |
| 2004 (77ª)      | Mar Adentro [6]                                                                  | Mar Adentro [6]                         | Alejandro Amenábar                          | Oscar        |
| 2005 (78ª)      | Obaba [5]                                                                        |                                         | Montxo Armendáriz                           | Não indicado |
| 2006 (79ª)      | Volver [4]                                                                       | Volver [4]                              | Pedro Almodóvar                             | Pré-lista    |
| 2007 (80ª)      | El orfanato [3]                                                                  | O Orfanato                              | Juan Antonio Bayona                         | Não indicado |
| 2008 (81ª)      | Los girasoles ciegos [2]                                                         |                                         | José Luis Cuerda                            | Não indicado |
| 2009 (82ª)      | El baile de la Victoria [1]                                                      | A Dançarina e o Ladrão                  | Fernando Trueba                             | Não indicado |
| 2010 (83ª)      | También la lluvia                                                                | Conflito das Águas                      | Icíar Bollaín                               | Pré-lista    |
| 2011 (84ª)      | Pa negre                                                                         | Pão Negro                               | Agustí Villaronga                           | Não indicado |
| 2012 (85ª)      | Blancanieves                                                                     | Branca de Neve                          | Pablo Berger                                | Não indicado |
| 2013 (86ª)      | 15 años y un día                                                                 |                                         | Gracia Querejeta                            | Não indicado |
| 2014 (87ª)      | Vivir es fácil con los ojos cerrados                                             | Viver É Fácil com os Olhos Fechados     | David Trueba                                | Não indicado |
| 2015 (88ª)      | Loreak                                                                           | Flores                                  | Jon Garaño, Jose Mari Goenaga               | Não indicado |
| 2016 (89ª)      | Julieta                                                                          | Julieta                                 | Pedro Almodóvar                             | Não indicado |
| 2017 (90ª)      | Estiu 1993                                                                       | Verão 1993                              | Carla Simón                                 | Não indicado |
| 2018 (91ª)      | Campeones                                                                        |                                         | Javier Fesser                               | Não indicado |
| 2019 (92ª)      | Dolor y gloria                                                                   | Dor e Glória                            | Pedro Almodóvar                             | Indicado     |
| 2020 (93ª)      | La trinchera infinita                                                            |                                         | Jon Garaño, Aitor Arregi, Jose Mari Goenaga | Não indicado |
| 2021 (94ª)      | El buen patrón                                                                   | O Bom Patrão                            | Fernando León de Aranoa                     | Pré-lista    |
| 2022 (95ª)      | Alcarràs                                                                         |                                         | Carla Simón                                 | Não indicado |